# East Hatley
East Hatley är en by i civil parish Hatley, i distriktet South Cambridgeshire, i grevskapet Cambridgeshire i England. Byn är belägen 18 km från Cambridge. East Hatley var en civil parish fram till 1957 när blev den en del av Hatley. Civil parish hade 83 invånare år 1931. Byn nämndes i Domedagsboken (Domesday Book) år 1086, och kallades då Hatelai.